# Assault Girls
Assault Girls é um filme de 2009, do diretor Mamoru Oshii.